# Independența (gmina w okręgu Călărași)
Independența – gmina w Rumunii, w okręgu Călărași. Obejmuje miejscowości Independența, Potcoava i Vișinii. W 2011 roku liczyła 3466 mieszkańców. 